# Tanytarsus pallidicornis
Tanytarsus pallidicornis är en tvåvingeart som först beskrevs av Walker 1856.  Tanytarsus pallidicornis ingår i släktet Tanytarsus och familjen fjädermyggor.
Artens utbredningsområde är New Mexico. Arten är reproducerande i Sverige. Inga underarter finns listade i Catalogue of Life.